# Anuoluwapo Juwon Opeyori
Anuoluwapo Juwon Opeyori, né le 1er juin 1997, est un joueur nigérian de badminton.

## Carrière
Anuoluwapo Juwon Opeyori est médaillé d'argent aux Championnats d'Afrique par équipe en 2018. Il est médaillé d'or en simple hommes et par équipe mixte et médaillé de bronze en double hommes avec Godwin Olofua (en) aux Championnats d'Afrique de badminton 2019 à Port Harcourt.
Aux Jeux africains de 2019, il obtient la médaille d'or en simple hommes par équipe mixte et la médaille d'argent en double hommes avec Godwin Olofua.
Il est médaillé d'or en simple hommes aux Championnats d'Afrique de badminton 2022 ainsi qu'aux Championnats d'Afrique de badminton 2023 à Johannesbourg, aux Championnats d'Afrique de badminton 2024 au Caire et aux Championnats d'Afrique de badminton 2025 à Douala.
Il remporte aux Jeux africains de 2023 à Accra la médaille d'or en simple hommes et la médaille de bronze en double hommes avec Godwin Olofua.
Il est médaillé d'argent aux Championnats d'Afrique de badminton par équipes 2024 au Caire.
Il est nommé porte-drapeau de la délégation du Nigeria aux Jeux olympiques d'été de 2024 à Paris aux côtés de l'athlète Tobi Amusan.